# Sláine mac Dela
Sláine (Sláinge, Slánga) (fl. XX-XVI secolo a.C.) figlio di Dela dei Fir Bolg fu il primo leggendario re supremo di Irlanda.
Sarebbe giunto nell'isola sulla baia di Wexford, alla foce del fiume Slaney. I Fir Bolg invasero l'isola con cinquemila uomini. Sláine e i suoi quattro fratelli, che discendevano da uno dei figli di Nemed, si divisero tra loro l'Irlanda. Sláine, il più giovane dei cinque, ebbe il Leinster, Gann il Munster del nord, Sengann il Munster del sud\, Genann il Connacht e Rudraige l'Ulster. Loro scelsero però Sláine come sovrano supremo. Sua moglie fu Fuad. La sua parte dei Fir Bolg furono conosciuti con il nome di Gailióin, che veniva dalle loro lance (in antico irlandese gáe). Regnò per soli cinque anni. Morì nel 1513 a.C. a Dind Ríg, nella contea di Carlow e fu sepolto a Slane, nella contea del Meath. A lui successe il fratello Rudraige.